# Los Horcones
Los Horcones est une communauté intentionnelle située à environ 64 km au nord de Hermosillo au Mexique. Crée en 1973, elle se définit comme la « seule vraie communauté Walden Two existante ». Les membres de Los Horcones utilisent des techniques basées sur les sciences sociales pour modeler leurs comportements et ceux des autres. Ils utilisent ces techniques de manière politiquement coordonnée afin de s'« améliorer continuellement » ainsi que leur culture. Celle-ci a pour vocation de se baser « sur la coopération, le partage, la non-violence, l'équité et la durabilité écologique ».
Les membres de la communauté font référence à celle-ci comme un laboratoire culturel.
Los Horcones est listé dans le Communities Directory du Fellowship for Intentional Community.